# Loredana

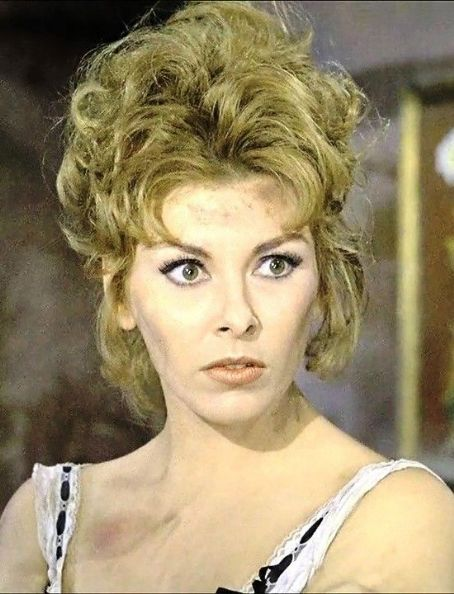
Loredana Nusciak, 1966.

Loredana är ett förnamn.

## Personer med förnamnet Loredana
- Loredana Bertè
- Loredana Boboc
- Loredana Marcello
- Loredana Nusciak